# Jong Ajax
Jong Ajax (pronunție în neerlandeză [ˈjɔŋ ˈaːjɑks]) sau Ajax II sau Ajax 2 este a doua echipă a clubului AFC Ajax, din Amsterdam, care evoluează în Eerste Divisie, a doua ligă neerlandeză de fotbal.

## Staff
- Antrenor: Alfons Groenendijk
- Secund: John Bosman
- Teammanager: Dick Schoenaker
- Fizioterapeut: Peter Hoogland

## Jucători notabili
| - Toby Alderweireld - Ryan Babel - Marco van Basten - Dennis Bergkamp - John Bosman - Edgar Davids - Daley Blind - Frank de Boer - Ronald de Boer - Johan Cruijff - Urby Emanuelson - Christian Eriksen - Viktor Fischer - Cedric van der Gun - John Heitinga - Jan-Arie van der Heijden - Youssouf Hersi - Nigel de Jong | - Siem de Jong - Piet Keizer - Patrick Kluivert - Richard Knopper - Michael Krohn-Dehli - Ruud Krol - Denny Landzaat - Rasmus Lindgren - Hedwiges Maduro - Mario Melchiot - Andy van der Meyde - Tom De Mul - Kiki Musampa - André Ooijer - Aras Özbiliz - Sergio Padt - Michael Reiziger - Martijn Reuser | - Ricardo van Rhijn - Daniël de Ridder - Frank Rijkaard - Edwin van der Sar - Clarence Seedorf - Wesley Sneijder - Maarten Stekelenburg - Sjaak Swart - Rafael van der Vaart - Gerald Vanenburg - Frank Verlaat - Thomas Vermaelen - Kenneth Vermeer - Jan Vertonghen - Gregory van der Wiel - Richard Witschge - Rob Witschge - Nordin Wooter |

## Antrenori
- Danny Blind
- Aad de Mos
- Pieter Huistra
- Adrie Koster
- Michel Kreek
- Alfons Groenendijk
- Jan Olde Riekerink
- Sonny Silooy
- Marco van Basten
- Louis van Gaal
- John van 't Schip
- John van den Brom
- Gerard van der Lem
- Hans Westerhof
- Aron Winter
- Fred Grim

## Palmares

### Trofee oficiale (recunoscute de UEFA și FIFA)

#### Național
- Beloften Eredivisie (8): 1994, 1996, 1998, 2001, 2002, 2004, 2005, 2009
- KNVB Reserve Cup (3): 2003, 2004, 2012
- KNVB Amateur Cup (1): 1984
- KNVB District Cup (3): 1984, 1987, 1993

#### Internațional
- HKFC International Soccer Sevens Main Tournament - Shield winners: 2010

#### Alte trofee
- Den Helder Maritime Tournament (2): 1996, 2010